# UFL (jogo eletrônico)
UFL é um jogo eletrônico de futebol gratuito desenvolvido pela Strikerz Inc. e publicado pela XTEN Limited. Foi anunciado em agosto de 2021 na Gamescom, com lançamento previsto para Microsoft Windows, PlayStation 4, PlayStation 5, Xbox One e Xbox Series X/S.

## Desenvolvimento
UFL foi revelado pela primeira vez com um trailer em 25 de agosto de 2021 durante a Gamescom 2021. Strikerz Inc. tem desenvolvido o projeto desde 2016. Construído com o Unreal Engine, o jogo está presente no Microsoft Windows, PlayStation 4, PlayStation 5, Xbox One, Xbox Series X e Series S.
Seu primeiro vídeo de jogabilidade foi divulgado em janeiro de 2022.

## Licenças
O jogo fez parceria com a FIFPro, uma organização representativa global de mais de 65 000 jogadores de futebol profissionais, bem como com a InStat, uma empresa de análise de desempenho esportivo, que fornecerá estatísticas atualizadas para cada jogador.
| País          | Clube                      |
| ------------- | -------------------------- |
| Alemanha      | Borussia Mönchengladbach   |
| Alemanha      | Bayer Leverkusen           |
| Escócia       | Celtic Football Club       |
| Escócia       | Rangers Football Club      |
| Inglaterra    | Hashtag United             |
| Inglaterra    | West Ham                   |
| Portugal      | Sporting Clube de Portugal |
| Turquia       | Beşiktaş                   |
| França        | Monaco                     |
| Ucrânia       | Shakhtar Donetsk           |
| Países Baixos | PSV Eindhoven              |

### Promoção
O ala ucraniano do Arsenal, Oleksandr Zinchenko, foi o jogador escolhido pelos desenvolvedores do Strikerz para representar o slogan Fair to Play do UFL – segundo Eugene Nashilov, o jogador será 'melhor pelo que joga e não pelo que paga, ou seja, um jogo limpo. Significa que não contém elementos de pagar para vencer dentro da série, sendo esta uma mensagem clara aos outros jogos deste gênero que implementaram microtransações.
Em dezembro de 2023, o atacante do Al-Nassr, Cristiano Ronaldo, anunciou um aporte de 40 milhões de dólares para o desenvolvimento da franquia a qual estava envolvido desde 2022, se juntando a outros embaixadores como Romelu Lukaku, Kevin de Bruyne e Roberto Firmino.